# نسخه ۹ یونیکس
ویرایش ۹ یونیکس (به انگلیسی: Ninth Edition Unix) یا نسخه ۹ یونیکس (به انگلیسی: Version 9 Unix) یا وی۹ نسخه‌ای از سیستم‌عامل یونیکس تحقیقاتی بود که به صورت داخلی در واحد پژوهشی علوم واطلاعات آزمایشگاه‌های بل توسعه یافته و استفاده می‌شد. این نسخه در سپتامبر سال ۱۹۸۶ منتشر شد. نسخه ۹ بر اساس ۴٫۳بی‌اس‌دی بود. کتاب زبان برنامه‌نویسی ای‌دبلیوکی بر روی یک ماشین وکس ۸۶۵۰ که یونیکس نسخه ۹ را اجرا می‌کرد، تهیه شده بود.